# Приходи
Приходи (словен. Prihodi) — поселення в общині Єсеніце, Горенський регіон, Словенія. Висота над рівнем моря: 846 м.